# Выезжелогский сельсовет
Выезжелогский сельсовет - сельское поселение в Манском районе Красноярского края.
Административный центр - деревня Выезжий Лог.

## Население
| 2010 | 2012 | 2013 | 2014 | 2015 | 2016 | 2017 |
| ---- | ---- | ---- | ---- | ---- | ---- | ---- |
| 474  | ↘464 | ↗482 | ↘469 | ↘466 | ↘389 | ↗394 |

## Состав сельского поселения
В состав сельского поселения входят 3 населённых пункта:
| № | Населённый пункт | Тип населённого пункта          | Население |
| - | ---------------- | ------------------------------- | --------- |
| 1 | Выезжий Лог      | деревня, административный центр | 409       |
| 2 | Жайма            | деревня                         | 7         |
| 3 | Жайма            | посёлок                         | 58        |

## Местное самоуправление
Выезжелогский сельский Совет депутатов
Дата избрания: 14.03.2010. Срок полномочий: 4 года. Количество депутатов:  7
Глава муниципального образования
- Персман Владимир Эльмарович. Дата избрания: 14.03.2010. Срок полномочий: 4 года